# یواس‌اس کارواس (ای‌کی‌ای-۲۶)
یواس‌اس کارواس (ای‌کی‌ای-۲۶) (به انگلیسی: USS Corvus (AKA-26)) یک کشتی بود که طول آن ۴۲۶ فوت (۱۳۰ متر) بود. این کشتی در سال ۱۹۴۴ ساخته شد.